# Tubby Roush
Franklin Atwood „Tubby“ Roush (auch Tubby Rousch; * 28. Januar 1898 in Richwood, Ohio; † 8. Mai 1936) war ein US-amerikanischer American-Football-Spieler. Er spielte eine Saison auf der Position des Wingback für die Toledo Maroons in der National Football League.

## Karriere
Roush spielte College Football an der University of Toledo für die Toledo Rockets. Im Anschluss spielte er in der Saison 1922 für die Toledo Maroons in der National Football League. Dort konnte er in fünf Spielen auflaufen und einen Touchdown erzielen.